# Cedric Popkin
Cedric Bassett Popkin (ur. 20 czerwca 1890 w Sydney, zm. 26 stycznia 1968 w Tweed Heads) – australijski żołnierz walczący podczas I wojny światowej, który najprawdopodobniej zabił strzałem z ziemi niemieckiego asa lotnictwa Manfreda von Richthofena, „Czerwonego Barona”, 21 kwietnia 1918 roku.

## Wczesne lata
Urodził się w Sydney 20 czerwca 1890 roku. Z zawodu był stolarzem. 10 marca 1913 roku poślubił Nellie Ellen Bull, z którą miał dwoje dzieci. Przeniósł się do Brisbane, żeby studiować w Australian Institute of Fitness, do której zapisał się 6 maja 1916.

## Kariera wojskowa
Opuścił Australię 20 października wraz z 6 Pułkiem Posiłkowym, służąc w 7. kompanii karabinów maszynowych. W kwietniu 1918 roku Popkin, awansowany do stopnia sierżanta, był strzelcem w 24. kompanii karabinów maszynowych, części australijskiej 4 Dywizji Piechoty, która stacjonowała w dolinie rzeki Sommy we Francji.

### Śmierć „Czerwonego Barona”
21 kwietnia około 10:35 Manfred von Richthofen, latając swoim czerwonym Fokkerem Dr.I, zaangażował się w walkę z Camelami z 209 Dywizjonu RAF-u. Niemiecki pilot ścigał Camela pilotowanego przez kanadyjskiego porucznika Wilfrida Maya. Z kolei „Czerwonego Barona” ścigał inny kanadyjski pilot, kapitan Roy Brown. Trzy samoloty przelatywały nad Morlancourt Ridge w sektorze 4 Dywizji, a Popkin – używając karabinu maszynowego Vickers – oraz inni australijscy strzelcy prowadzili ogień z ziemi do Richthofena. „Czerwony Baron” został trafiony pociskiem kalibru 0,303, który przeszedł przez jego klatkę piersiową po przekątnej od prawej do lewej. Następnie wykonał pospieszne, ale kontrolowane lądowanie, na polu przy wzgórzu w pobliżu drogi Bray-Corbie, na północ od Vaux-sur-Somme. Jeden ze świadków, strzelec George Ridgway stwierdził, że kiedy on i inni australijscy żołnierze dotarli do samolotu, Richthofen wciąż żył, ale zmarł chwilę później. Inny naoczny świadek, sierżant Ted Smout, poinformował, że ostatnim słowem Richthofena było „kaputt” („skończony”), wypowiedziane bezpośrednio przed śmiercią.
RAF przypisał Brownowi zestrzelenie, choć historycy, lekarze i eksperci balistyczni uważają za niemal pewne to, że Richthofen został zabity przez strzelca przeciwlotniczego karabinu maszynowego prowadzącego ogień z ziemi. Tożsamość osoby, która zastrzeliła „Czerwonego Barona”, pozostaje niepewna; amunicja 0,303 była standardową amunicją do wszystkich typów karabinów powtarzalnych i maszynowych używanych przez siły imperium brytyjskiego podczas I wojny światowej. Wielu ekspertów uważa, że śmiertelny strzał prawdopodobnie oddał Popkin, choć niektórzy uważają, że mógł on należeć do Williama Johna „Snowy’ego” Evansa. Sekcja zwłok wykazała, że śmiertelna rana „Czerwonego Barona” została spowodowana przez pocisk poruszający się w górę. W ciele Richthofena znaleziono spłaszczony nabój. Te fakty oraz kąt, pod jakim kula przeszła przez ciało Richthofena, sugerują, że został zabity przez strzał z broni naziemnej. W tym czasie wielu australijskich żołnierzy strzelało do „Czerwonego Barona”, więc każdy z nich mógł oddać decydujący strzał. Jednak Popkin był doświadczonym strzelcem przeciwlotniczym, częstotliwość ognia z Vickersów była znacznie większa (co najmniej 450 pocisków na minutę) niż zwykłych karabinów piechoty Lee-Enfield (do 30 pocisków na minutę), poza tym Popkin był jedynym strzelcem karabinu maszynowego, który strzelał do Richthofena z prawej strony i z dużej odległości, tuż przed wylądowaniem.

## Rana i późniejsze życie
19 czerwca 1918 roku Popkin został raniony odłamkiem pocisku artyleryjskiego w prawą nogę, którą później amputowano. Został odesłany z powrotem do Australii 5 stycznia 1919 roku, dokąd przybył 7 marca. Po zwolnieniu z wojska ponownie pracował jako stolarz. Większość pozostałej części życia spędził w Tweed Heads w regionie Northern Rivers w Nowej Południowej Walii. W 1964 roku Popkin powiedział dziennikarzowi gazety „Brisbane Courier-Mail”: 

Jestem prawie pewien, że to mój ostrzał spowodował rozbicie się Czerwonego Barona, ale nie można jednoznacznie stwierdzić, że jestem za to odpowiedzialny... Co do bezbłędnego wskazania człowieka, który oddał śmiertelny strzał, wątpliwości nigdy nie zostaną rozwiązane.

Zmarł w Tweed Heads 26 stycznia 1968 roku w wieku 77 lat. Pochowano go w Mount Thompson Memorial Gardens and Crematorium w Brisbane.